# Audea arabica
Audea arabica là một loài bướm đêm trong họ Erebidae.